# Grande Muraille de Los Angeles
La Grande Muraille de Los Angeles (en anglais : The Great Wall of Los Angeles) est une fresque de 1978 conçue par Judith Baca et réalisée avec l'aide de plus de 400 jeunes et artistes de la communauté coordonnés par le Social and Public Art Resource Center (SPARC). La peinture murale, sur les côtés en béton du Tujunga Wash dans la vallée de San Fernando, était la première peinture murale de Baca et le premier projet d'art public du SPARC Sous le titre officiel de The History of California, il est inscrit au registre national des lieux historiques en 2017.

## Description
La Grande Muraille est située sur Coldwater Canyon Avenue, entre Oxnard Street et Burbank Boulevard et à l'extrémité est du campus du Valley College, dans la communauté de Valley Glen, dans la vallée de San Fernando. Il se trouve sur les côtés en béton du Tujunga Wash, qui fait partie du système de drainage de Los Angeles, en Californie. Peinte directement sur le béton, la fresque s'étend sur une hauteur d'environ 4 mètres (13 pieds) et une longueur de 840 mètres (2 754 pieds), soit plus de six pâtés de maisons américains. Elle est considérée comme l'une des peintures murales les plus longues du monde,.

## Thématique et style

Segment de la Grande Muraille de Los Angeles, septembre 2018

La Grande Muraille de Los Angeles dépeint l'histoire de la Californie « vue à travers les yeux des femmes et des minorités » dans de nombreux panneaux connectés. La Grande Muraille de Los Angeles met l'accent sur l'histoire souvent mise de côté des Amérindiens, des minorités ethniques et religieuses, des personnes identifiées LGBTQ et de ceux qui luttent pour les droits civiques. Judith Baca rappelle qu'avant sa fresque, il y avait un manque d'art public pour représenter la diversité du patrimoine de Los Angeles. Cette peinture murale est considérée comme un monument culturel car elle a été créée en conjonction avec la montée du mouvement chicano des années 1960-1980.
Les premiers panneaux commencent par la préhistoire et le colonialisme. Le tout premier panneau a été conçu par Christina Schlesinger et représente la faune indigène et l'histoire de la création des Chumash. La plupart des panneaux suivants traitent des événements du XXe siècle, notamment les contributions des travailleurs chinois aux États-Unis, l'arrivée de réfugiés juifs fuyant l'oppression et l'Holocauste et leurs contributions à la culture et à l'histoire de Los Angeles, les réfugiés du Dust Bowl, la Grande Dépression, l'internement des Américains d'origine japonaise pendant la Seconde Guerre mondiale, les émeutes zazous, les bus Freedom, la disparition de Rosie la Riveteuse, le militantisme pour les droits des homosexuels, l'histoire de Biddy Mason. les expulsions collectives d'Américains d'origine mexicaine, la naissance du rock and roll et développement des banlieues résidentielles américaines. Le mur couvre l'histoire de la Californie jusqu'aux années 1950. Chaque section du mur a été conçue par un artiste différent sous la supervision de Baca.
Le style de la fresque est considéré comme relevant du réalisme social. Le thème de la Grande Muraille de Los Angeles ne craint pas les aspects inconfortables des pratiques sociales actuelles et passées. La conception et la composition du mur sont également vues comme des aspects majeurs de l’attrait de l’art. La composition de Baca utilise des lignes larges interrompues par une sensation de mouvement des personnages et des sujets représentés.
Comme la Grande Muraille de Los Angeles représente des événements historiques, la fresque fait partie du programme d'études de la Grant High School et du Valley College.

## Historique

Segment de la Grande Muraille de Los Angeles, septembre 2018

La possibilité de créer cette fresque murale est évoquée pour la première fois en 1974, lorsque Judith Baca est contactée par le Corps du génie  de l'armée américaine au sujet d'un projet d'embellissement,. Alors que Baca travaille comme consultante pour le projet de coulée verte (greenbelt) de Tujunga Wash, on lui propose l'opportunité d'embellir le canal de contrôle des inondations,. Le mur le long de la rivière était considéré comme une horreur ou, selon Baca, « une cicatrice là où coulait autrefois la rivière ». Le financement de la Loi globale sur l'emploi et la formation (Comprehensive Employment and Training Act, CETA) lui permet de rassembler une main-d'œuvre artistique pour commencer la peinture murale. L'idée de la Grande Muraille de Los Angeles est développée plus pleinement en 1976 par Judith Baca. L'artiste choisit de représenter une histoire épique du comté de Los Angeles, remontant à l’époque des dinosaures. Elle étudie d’abord seule les faits saillants de l’histoire de Los Angeles.
Au cours de l'été 1977, Judith Baca étudie au Taller Siqueiros de Cuernavaca pour renforcer ses connaissances des techniques murales, en étudiant la préservation, la chimie, etc. Elle étudie la théorie polyangulaire de David Alfaro Siqueiros, qui traite des différences entre la peinture murale et la peinture de chevalet.
Le projet, nommé Centre de ressources en art social et public (Social and Public Art Resource Center, SPARC), transforme un commissariat de police abandonné de Venice en une centrale de peinture murale. Le site sert à coordonner l'ensemble des ateliers, archiver des documents relatifs au projet et exécuter d'autres programmes.
En plus des nombreux experts dans divers domaines académiques, Judith Baca recrute une équipe d'artistes pour l'aider dans le projet, parmi lesquels Isabel Castro, Yreina Cervantez, Judithe Hernández, Olga Munoz, Patssi Valdez, Margaret Garcia, Christina Schlesinger, Judy Chicago et Gary Tokumoto. Avec l'aide supplémentaire de la ville, du Corps du génie et du SPARC, Baca était prête à commencer les travaux à l'été 1978.
Chaque segment de la Grande Muraille de Los Angeles est développé grâce à un processus appelé « visualisation mentale du contenu » (Imagining of Content), développé au SPARC. Cette phase comprend des recherches, l'invitation d'experts dans divers domaines liés au contenu et des membres du groupe travaillant collectivement pour décider de l'importance des histoires culturelles, politiques, artistiques et historiques. Le processus comprend également, si possible, des entretiens avec des personnes qui ont vécu des parties de l’histoire concernée. La phase de visualisation mentale du contenu aide à éliminer les préjugés. Les artistes impliqués dans le processus prennent les informations, créent des croquis miniatures, puis soumettent ces dessins à la critique. Les vignettes choisies sont finies en couleur puis transférées au mur à grande échelle. Le processus  complet, du début à la fin, pour chaque segment du mur dure environ une année.
À l'origine, 80 jeunes du programme de réinsertion judiciaire pour mineurs sont recrutés pour participer à la réalisation de la fresque. Ils travaillent environ 25 heures par semaine au salaire minimum. La diversité des origines parmi les jeunes constitue un défi de coordination pour Baca. Elle rappelle qu'il y at des « quartiers en guerre » et que ses équipes parlent de nombreuses langues différentes. En outre, les habitants du quartier bourgeois de Tujunga Wash étaient sceptiques quant à la bonne tenue de cette « invasion de jeunes délinquants ». Baca  trouve le moyen de faire fonctionner les choses harmonieusement. Les jeunes peintres la connaissent comme la « dame du mur ». Elle encadre de nombreux jeunes pendant le projet. Baca estime qu'ils sont capables d'acquérir de nombreuses compétences utiles, telles que les mathématiques, l'histoire et l'art, que beaucoup d'entre eux maîtrisaient peu à l'époque,. Dans les années 1981 et 1983, d'autres jeunes sont embauchés grâce à une subvention de la Fondation communautaire juive. Plus de 400 jeunes contribuent à peindre la fresque au cours de six étés. Les noms des jeunes qui ont travaillé sur la Grande Muraille de Los Angeles sont inscrits à différents endroits de la fresque. De plus, le travail de 40 historiens et 40 artistes différents contribue à faire de la Grande Muraille de Los Angeles une réalité. Vers la toute fin du projet, une inondation emporte tous les matériaux nécessaires aux artistes pour terminer le projet, y compris les échafaudages. La communauté fait don de 20 000 $, récoltés en l'espace de deux semaines, pour aider les artistes à terminer leur travail. La Grande Muraille de Los Angeles est achevée en 1984.

## La rénovation et l'avenir
Au fil du temps, la fresque subit des dommages environnementaux et a dû être restaurée. Entre 1976 et 1983, la fresque est inondée à cinq reprises. La pollution et le soleil direct érodent également la peinture. On estime que la restauration de la Grande Muraille coûterait plus de 400 000 dollars. Une passerelle en bois destinée aux piétons pour qu'ils puissent voir le mur est devenue trop usée avec le temps et finalement retirée.
Elle est restaurée en 2011. Le programme Youth CineMedia, basé à Santa Barbara, est choisi comme « documentaristes officiels » du projet de restauration en 2011. La restauration de la peinture murale nécessite des artistes et certains des jeunes  du projet d'origine qui consacrent 8 à 12 heures par jour pour terminer le travail.
En raison de sa relative inaccessibilité, il est encore difficile de visualiser la Grande Muraille dans son intégralité. Des plans pour un pont et un éclairage solaire pour permettre une visualisation supplémentaire de la fresque sont proposés à partir de 2014. Un pont permettra aux visiteurs de la fresque de se rapprocher des représentations graphiques. Le pont censé faire partie du projet de rénovation de 2011 mais n'a jamais été achevé. Le conseil de surveillance du comté de Los Angeles approuve un plan pour le pont piétonnier en 2014. Le projet s'estime à environ 1,3 million de dollars et sera financé par le comté, la ville, le Santa Monica Mountains Conservancy et le California Cultural Historical Endowment.
Des projets visant à poursuivre l’histoire de la Californie au-delà des années 1950 sont en cours d’élaboration. Le National Endowment for the Arts (NEA) fournit des fonds pour les conceptions initiales du panneau des années 1960 et pour les scènes des années 1970 et 80. Le SPARC prévoit que la fresque mesurera un mile de long lorsque les segments des années 1970 aux années 1990 seront terminées.
En plus d'un pont piétonnier et de panneaux historiques supplémentaires, des plans de tables de pique-nique, de toilettes publiques, d'informations pédagogiques et de bancs sont à l'étude.

## Commentaires de l'artiste
"L'art public en Amérique a pris un tournant ; il devient fondamentalement décoratif. Ils ont réduit le processus communautaire à la censure. La Grande Muraille, par exemple, ne pourrait pas être réalisée aujourd'hui." — Judith Baca, 2000
« Ce n'est pas seulement une question d'histoire, c'est vraiment une question de relations, de connexions. » — Judith Baca, 2004
« Les personnes qui ont travaillé sur ce projet ont donné bien plus que de leur temps. Ils ont réalisé un monument géant à l'harmonie entre les peuples. »—Judith Baca, 2000